# Distrikt Kayonza
Der Distrikt Kayonza (Kinyarwanda Akarere ka Kayonza) ist einer von sieben Distrikten in der Ostprovinz von Ruanda.

## Geographie

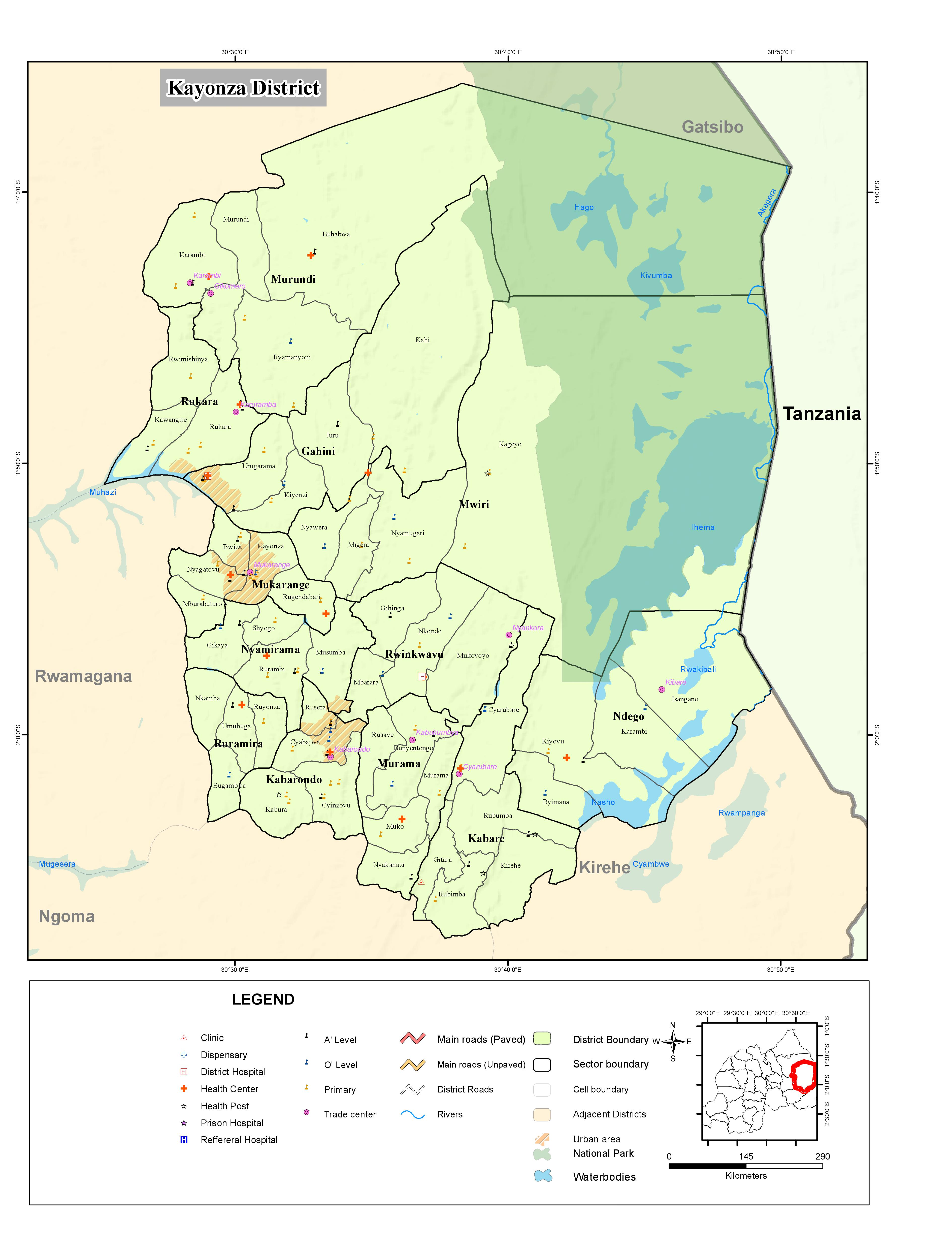
Karte des Distrikts Kayonza

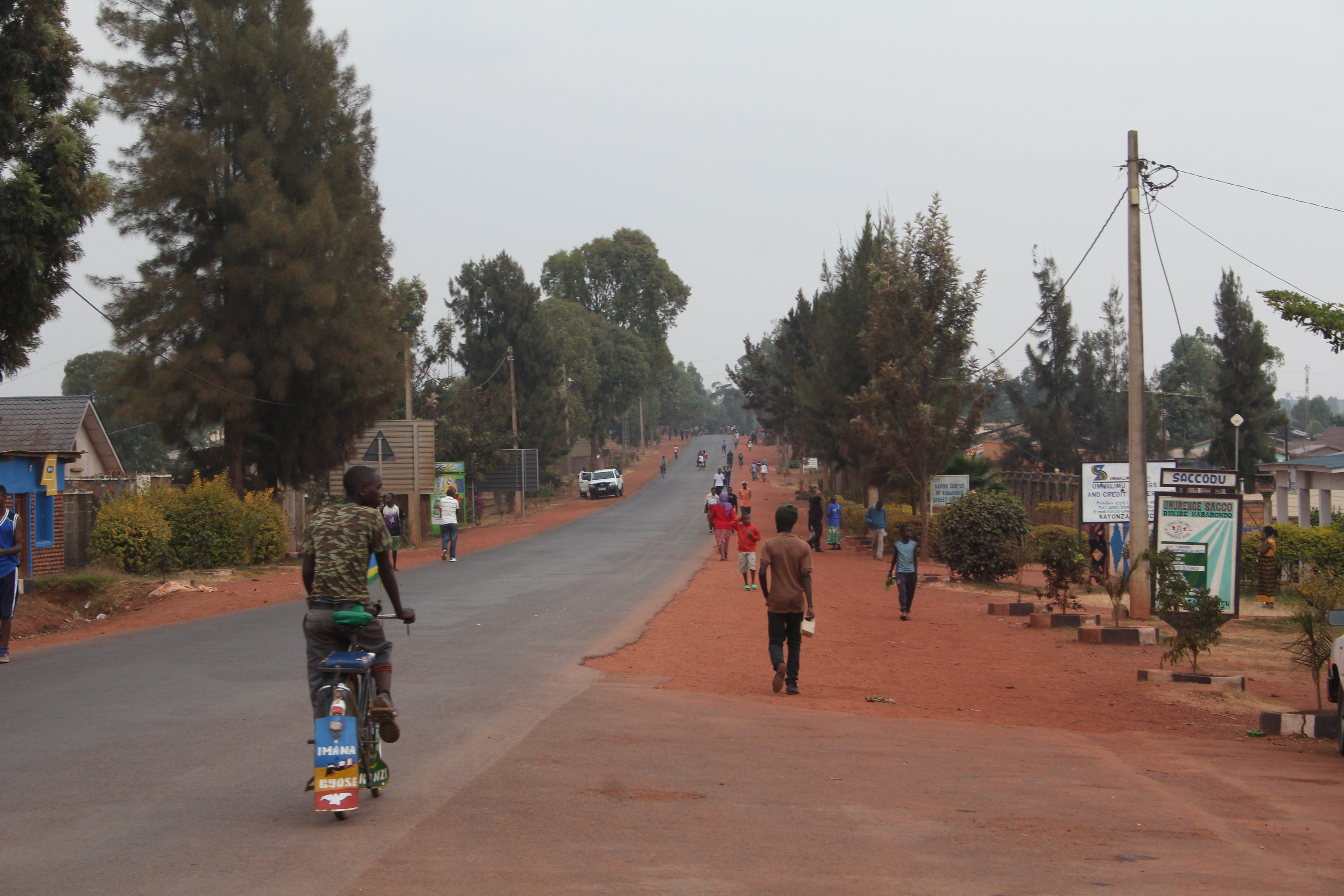
Straße durch Kayonza

Der Distrikt befindet sich im Osten der Ostprovinz, wo er an den Nachbarstaat Tansania angrenzt. Der Distrikt weist eine Fläche von 1935 km² auf und unterteilt sich in 12 Sektoren (imirenge), 50 Zellen und 421 Dörfer. Die Sektoren sind Gahini, Kabare, Kabarondo, Mukarange, Murama, Murundi, Mwiri, Ndego, Nyamirama, Rukara, Ruramira und Rwinkwavu. Angrenzende Distrikte sind im Norden Gatsibo, im Westen Rwamagana, im Südwesten Ngoma und im Südosten Kirehe.
An der Grenze befindet sich auch der Akagera-Nationalpark sowie innerhalb diesem der Ihema-See. Weitere Seen im Park sind unter anderem der von Norden nach Süden der Hago-, Kivumba-, Murambya-, Murambi-, Birengero- und Shakanisee. Südlich des Nationalparks befinden sich zudem an der Grenze zum Distrikt Kirehe der Nasho- und Cyambwe-See. Ganz im Westen grenzt der Distrikt Kayonza auch an den Muhazi-Stausee. Der wichtigste Fluss im Distrikt ist der Nyamaswi, der von Süden nach Norden fließt und in den Akagera mündet.
Im Sektor Mukarange befindet sich an der Kreuzung der Nationalstraßen 4 und 24 die Stadt Kayonza.

## Politik
Regierungschef ist seit dem 19. November 2021 John Bosco Nyemazi.

## Bevölkerung
Stand 2022 betrug die Einwohnerzahl 457.156. Der Bevölkerungstrend ist zunehmend.
|          |           | Zellen                                              | Fläche [km²] | 2002    | 2012    | 2022    |
| -------- | --------- | --------------------------------------------------- | ------------ | ------- | ------- | ------- |
| Distrikt | Kayonza   |                                                     | 1.937        | 209.723 | 344.157 | 457.156 |
| Sektor   | Gahini    | Juru, Kahi, Kiyenzi, Urugarama                      | 201,7        |         | 32.650  | 46.009  |
| Sektor   | Kabare    | Cyarubare, Gitara, Kirehe, Rubimba, Rubumba         | 110,7        |         | 34.460  | 40.228  |
| Sektor   | Kabarondo | Cyabajwa, Cyinzovu, Kabura, Rusera                  | 54,43        |         | 30.588  | 37.839  |
| Sektor   | Mukarange | Bwiza, Kayonza, Mburabuturo, Nyagatovu, Rugendabari | 53,83        |         | 42.055  | 54.818  |
| Sektor   | Murama    | Bunyentongo, Muko, Murama, Nyakanazi, Rusave        | 69,06        |         | 19.945  | 23.381  |
| Sektor   | Murundi   | Buhabwa, Karambi, Murundi, Ryamanyoni               | 491,0        |         | 35.742  | 57.809  |
| Sektor   | Mwiri     | Kageyo, Migera, Nyamugari, Nyawera                  | 514,8        |         | 22.933  | 37.931  |
| Sektor   | Ndego     | Byimana, Isangano, Karambi, Kiyovu                  | 177,1        |         | 18.918  | 24.389  |
| Sektor   | Nyamirama | Gikaya, Musumba, Rurambi, Shyogo                    | 61,08        |         | 30.528  | 38.562  |
| Sektor   | Rukara    | Kawangire, Rukara, Rwimishinya                      | 64,37        |         | 31.176  | 38.231  |
| Sektor   | Ruramira  | Bugambira, Nkamba, Ruyonza, Umubuga                 | 41,57        |         | 16.937  | 21.185  |
| Sektor   | Rwinkwavu | Gihinga, Mbarara, Mukoyoyo, Nkondo                  | 92,32        |         | 28.225  | 36.774  |

## Verkehr
Durch den Distrikt verläuft etwa in Nord-Süd-Richtung und in einem Bogen durch den Nordwesten die Nationalstraße 25. Durch den Westen des Sektors am Muhazi-See vorbei Richtung Süden verläuft die asphaltierte Nationalstraße 24. Von dieser geht in Kayonza die ebenfalls asphaltierte Nationalstraße 4 nach Westen ab.